# Municipio de Grant (condado de Webster)
El municipio de Grant (en inglés: Grant Township) es un municipio ubicado en el condado de Webster en el estado estadounidense de Misuri. En el año 2010 tenía una población de 2449 habitantes y una densidad poblacional de 23,09 personas por km².

## Geografía
El municipio de Grant se encuentra ubicado en las coordenadas 37°19′54″N 93°1′4″O / 37.33167, -93.01778. Según la Oficina del Censo de los Estados Unidos, el municipio tiene una superficie total de 106.05 km², de la cual 105,79 km² corresponden a tierra firme y (0,25 %) 0,26 km² es agua.

## Demografía
Según el censo de 2010, había 2449 personas residiendo en el municipio de Grant. La densidad de población era de 23,09 hab./km². De los 2449 habitantes, el municipio de Grant estaba compuesto por el 96,69 % blancos, el 0,73 % eran afroamericanos, el 0,82 % eran amerindios, el 0,12 % eran asiáticos, el 0,2 % eran de otras razas y el 1,43 % eran de una mezcla de razas. Del total de la población el 1,22 % eran hispanos o latinos de cualquier raza.